# Hazel Dickens
Pour les articles homonymes, voir Dickens.
Hazel Dickens, née le 1er juin 1925 ou 1935 à Montcalm, dans le comté de Mercer (Virginie-Occidentale) et morte le 22 avril 2011 à Washington (États-Unis), est une chanteuse de bluegrass, auteur-compositeur, contrebassiste et guitariste américaine.